# Serrodes callipepla
Serrodes callipepla är en fjärilsart som beskrevs av Louis Beethoven Prout 1929. Serrodes callipepla ingår i släktet Serrodes och familjen nattflyn. Inga underarter finns listade i Catalogue of Life.